# Bàrcino
|  | Aquest article tracta sobre l'antiga colònia romana. Vegeu-ne altres significats a «Poema visual Bàrcino». |

|  | «Barcino» redirigeix aquí. Si cerqueu el microcotxe, vegeu «Barcino (microcotxe)». |

Bàrcino (del llatí Barcino i aquest de l'ibèric baŕkeno) fou una colònia romana que ha donat lloc a la ciutat de Barcelona. La colònia tenia el nom complet de Iulia Augusta Faventia Paterna Barcino (IVL· AVG· FAV· PAT· BARCIN·, com es pot veure escrit en una làpida conservada al Museu d'Història de Barcelona). Iulia Augusta denota que es trobava sota l'auspici de la família imperial dels Júlia Augusta.

## Història de la ciutat
Els romans van arribar a l'actual territori català en el 218 aC, quan un exèrcit comandat per Cneu Corneli Escipió, que actuava com a llegat del seu germà Publi, desembarcà a Empúries amb la finalitat de convertir-la en una base de suport militar en la llarga lluita que Roma sostenia amb els cartaginesos pel domini del Mediterrani. En els anys de trànsit entre el segle III i II aC, aquest procés colonitzador va anar avançant per una àmplia zona del territori. En aquell mateix temps, els romans van mantenir contacte directe amb les civilitzacions d'ibers de la zona i van convertir les seves poblacions en centres de control romà, i inclús les potenciaren. Amb el pas del temps i les conquestes, aquelles poblacions van acabar romanitzades del tot i els antics assentaments ibers van esdevenir ciutats consolidadament romanes, de vegades traslladant-se a una nova ubicació propera: Bàrcino, la ibèrica Barkeno, va ser una d'aquestes ciutats. Entre l'any 15 i 13 aC, en època de l'emperador August, els romans van aixecar en el Mons Taber un temple de 12 metres d'alçada, just al mig de l'actual barri Gòtic de Barcelona.
Bàrcino apareix en un moment de gran impuls urbà, que va prolongar-se fins a la mort d'August, l'any 14 dC. La ciutat tenia la típica estructura romana de les ciutats, amb una forma octogonal i amb una distribució en quadrícula dels habitatges i edificis que conformaven la ciutat. Bàrcino era una ciutat petita comparada amb altres ciutat de la península: el clos emmurallat delimitava unes 10 hectàrees i en la seva màxima esplendor demogràfica va assolir els 2.000 habitants.
Una part significativa de l'antiga Bàrcino és visible al subsòl arqueològic del Museu d'Història de Barcelona, on també es conserven testimonis dels seus monuments i de la vida quotidiana dels seus habitants.

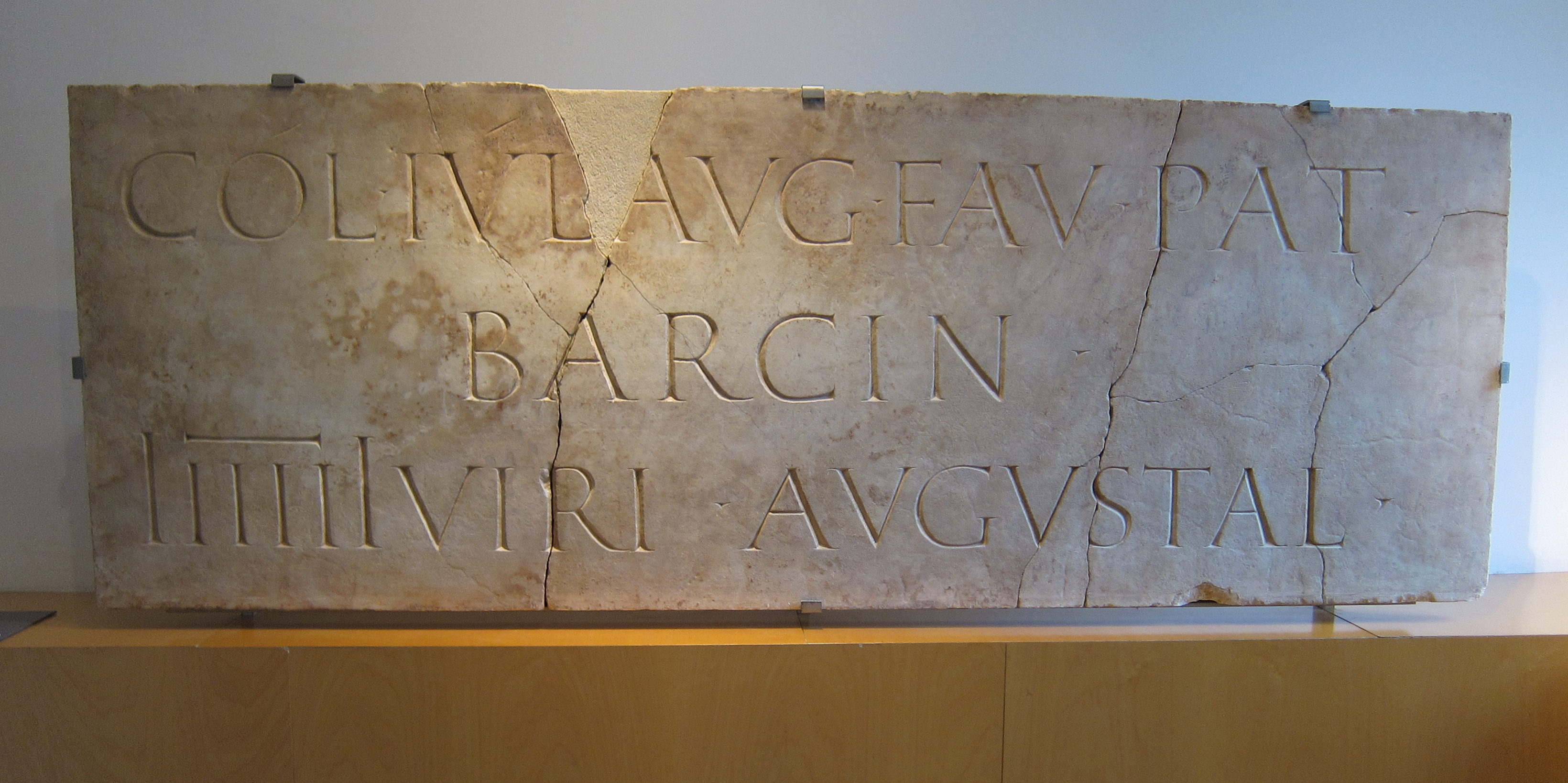
Marbre amb la inscripció "COL IVL AVG FAV PAT BARCIN" ("Colonia Julia Augusta Faventia Paterna Barcino").

## Urbanisme
En l'occident mediterrani, la urbanització respon a l'expansió de Roma, perquè en la concepció del món que tenien els romans, políticament engendrats per una sola ciutat, el món era una mena de constel·lació de ciutats –no d'estats-, estructurades segons el model del que Roma havia estat. La ciutat controla un territori, és la cèl·lula administrativa bàsica i el centre de la vida social i cultural. Als Països Catalans la xarxa urbana romana té poc a veure amb els dispersos vilatges ibers. Les ciutats s'ubiquen en indrets geoestratègics des del punt de vista econòmic o militar, fruit d'un planejament urbanístic previ. Ara bé, això no vol dir que les ciutats romanes no tinguessin uns precedents indígenes, i en el cas de Catalunya aquests precedents són clars. La diferència consisteix que en el món indígena no hi ha pròpiament ciutats, sinó poblats o vilatges, i que en el moment que un d'aquests nuclis de població entren en l'àrea d'influència romana es transformen en una ciutat, potser petita, però amb una estructura social i urbanística que correspon al fenomen urbà.
A la ciutat s'organitza una xarxa de relacions socials, es construeixen institucions d'autogovern i es fan pràctiques col·lectives de culte i activitats lúdiques. El ciutadà té la consciència de pertànyer a un cos cívic en el vèrtex del qual hi ha l'elit que controla el poder econòmic i l'aparell de govern, mentre en la base hi ha un grup molt ampli: la plebs urbana, formada per homes i dones lliures i lliberts. Els esclaus són propietats dels seus amos. Aquesta escala es reflecteix en els tipus d'habitatges, que passen de les domus, residències luxoses, a les insulae o blocs d'apartaments modestos.
El govern de la ciutat seguia les formes que l'imperi i la província atorgava a les colònies de la mateixa època, un poder bastant autònom. El municipi tenia jurisdicció sobre la ciutat en si (urbs) i l'àrea rural que l'envoltava (territorium). Les classes socials, tan arrelades en l'antiga Roma, es podien dividir entre ciutadans (cives), els nascuts a la ciutat o que n'havien obtingut la ciutadania; domiciliats sense ciutadania (incolae), residents transitoris (hospitales) i esclaus sense drets. Ciutadans i domiciliats pagaven impostos municipals, encara que només els plens ciutadans podien exercir llocs de govern. Només a partir de l'any 212, després de l'aprovació de la Constitutio Antoniana de Caracal·la, els domiciliats i la resta d'homes lliures de les províncies podien exercir drets de ciutadania.
La cúria municipal (ordo decuriorum), formada per un centenar de membres (curiales), era una assemblea que tractava tots els aspectes de poder de la ciutat (polítics, administratius, judicials). La cúria es renovava cada cinc anys, encara que per poder exercir es requeria ser un home lliure i posseir patrimoni. Dos representants presidien la cúria per un any, i disposaven de poder civil, criminal i fins militar. Els edils (ædiles) vigilaven els carrers i institucions públiques. Altres funcionaris, elegibles cada cinc anys, s'encarregaven del cens, patrimonis, finances i cultes ordinaris (sacerdots o pontífexs) o imperials (sevir augustal), entre altres activitats.

### Emplaçament

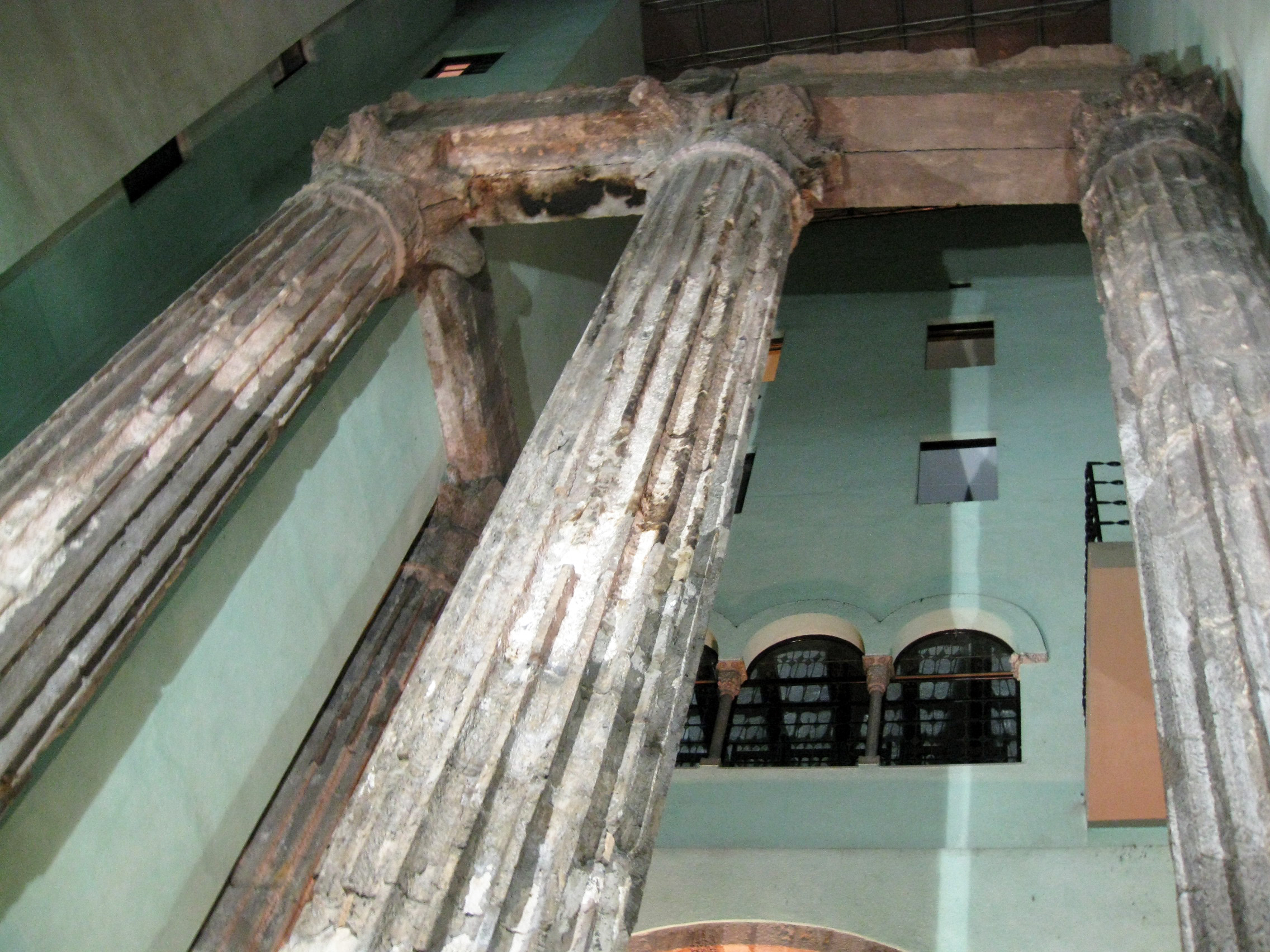
Columnes del temple d'August de Bàrcino conservades in situ a la seu del Centre Excursionista de Catalunya.

La colònia romana de Bàrcino fou construïda sobre un emplaçament anterior iber i possiblement fenici o púnic. Al Mont Tàber l'elevació era suficient llavors per controlar el que avui es coneix com a pla de Barcelona, que era un extens ager on hi havia diverses vil·les (com la que s'excavà en una excavació d'emergència durant la remodelació de l'Estació de la Sagrera de la dècada del 2010). Destaca la presència de l'altre establiment romà de Baetulo (actual Badalona) a la seva rodalia.
La disposició de les portes d'accés a la ciutat i les restes arqueològiques que s'han trobat fan pensar que l'interior del recinte estava organitzat a la manera dels castrum: 
- Una via llarga central, Decumanus maximus, de 411 m., que travessa la ciutat des de la Porta Praetoria (ara Portal del Bisbe, a la Plaça Nova), passant pels actuals carrers del Bisbe, de la Ciutat i de Regomir fins a la Porta Decumana. D'aquestes dues portes, del portal del Bisbe en queden encara les torres a la plaça Nova, mentre que de la Porta Decumana se n'han excavat les restes al carrer de Regomir.[6]

- Una via també central, perpendicular a l'anterior, Cardo maximus, de 295 m, que uneix la Porta principalis sinistra (plaça de l'Àngel) i la Porta principalis dextra (que estava entre els carrers de Ferran i del Call) i que passava pel carrer de la Llibreteria i un tram del carrer del Call.

- Unes vies secundàries, decumani minores, paral·leles al Decumanus maximus, (actual carrer dels Gegants, ptge. de l'Ensenyança i carrer de Salomó ben Adret).

- Altres vies secundàries, cardines minores, aquestes, repetint l'esquema, paral·leles al Cardo maximus (com ara els carrers de Sant Sever, la baixada de Santa Clara, els carrers de la Pietat, del Bisbe Caçador, de la Font de Sant Miquel, i la baixada de Sant Miquel).

En els espais delimitats per aquests carrers hi havia construïdes les domi (cases), els edificis públics i termae (banys) i d'altres com són el fòrum, el temple...
Inicialment, la Porta Praetoria donava accés a la colònia. De les tres arcades que tenia, es conserva avui dia un dels passos laterals per als vianants, i les dues torres de planta circular que defensaven els costats (s. I-V dC).

### Habitatges i altres edificis
Quant als edificis, a Bàrcino hi havia per una part els habitatges, que en la seva gran majoria eren domus i insulae, i per l'altra banda els edificis d'ús públic. Com a colònia de població reduïda, no hi ha constància que s'hi construïssin grans edificis com un amfiteatre o com un circ, ja que era una ciutat de mida molt reduïda on la vida quotidiana estava bastant limitada. Malgrat això, recents estudis de l'arqueòloga Jordina Sales sustenten la hipòtesi d'una arena o amfiteatre a l'indret on actualment hi ha l'església de Santa Maria del Mar (antigament anomenada Santa Maria de les Arenes, potser com un topònim romanent de l'època romana), fora, per tant, de les muralles, al qual amfiteatre s'accediria per l'actual carrer de l'Argenteria, que arrencava davant de la porta de llevant de la muralla romana.
Els ciutadans de Bàrcino tenien un teatre i també unes termes, termes que va donar la prestigiosa família aristocràtica anomenada Minici Natal. La Vil·la romana de la Sagrera és, fins al moment, la vil·la (casa de camp, amb part productiva i part de residència luxosa) més important que s'ha documentat a l'entorn immediat de la ciutat. Dins la ciutat hi havia domus, cases separades les unes de les altres on vivia una família. Era normal, perquè Bàrcino era una colònia de militars retirats que tenien un sou elevat. També hi havia les insulae, com s'ha dit, que eren blocs de pisos (màxim 4), amb poques habitacions en cada planta i de material poc resistent, on vivia la gent més humil o d'economia mitjana.
En qualsevol cas, Bàrcino gaudia d'una economia força elevada, ja que mantenia molt terreny de cultiu i era una zona portuària on es feia molt comerç de vins, cereals, marisc i peix.

### El fòrum
El fòrum de Bàrcino estava en la confluència del Decumanus Maximus amb el Cardo Maximus i abraçava un ampli espai situat, aproximadament, entre els carrers de la Llibreteria, de la Pietat, de Salomó ben Adret i de la Freneria. Per tant, aquest espai inclouria l'actual Palau de la Generalitat. S'hi alçava un gran temple, construït entre el final del segle I aC i el començament del segle i dC. i probablement dedicat al culte imperial d'August.

### Temple d'August
El temple de Bàrcino estava dedicat a August, primer emperador i fundador de Bàrcino. Va ser construït pocs anys després de la fundació de la ciutat, segurament cap al darrer quart del segle i aC. Era un edifici de planta rectangular, sobre pòdium, hexàstil (6 x 11 columnes) i perípter, d'uns 35 metres de llarg per 17,5 d'amplada, unes dimensions considerables per a la ciutat, i amb dues columnes in antis. Entre la columnata d'ordre corinti se situava la cella, un habitacle que contenia la imatge o escultura de l'emperador August, accessible des del fòrum. Les cerimònies no es feien a l'interior del temple sinó a l'exterior, en el mateix fòrum, cap a la façana principal del temple. Sembla que, a més del Temple d'August, el conjunt estava presidit per un o dos temples menors més. Del Temple d'August avui se'n conserven quatre columnes i un part del podi de l'angle est (carrer Paradís).

### Aqüeductes

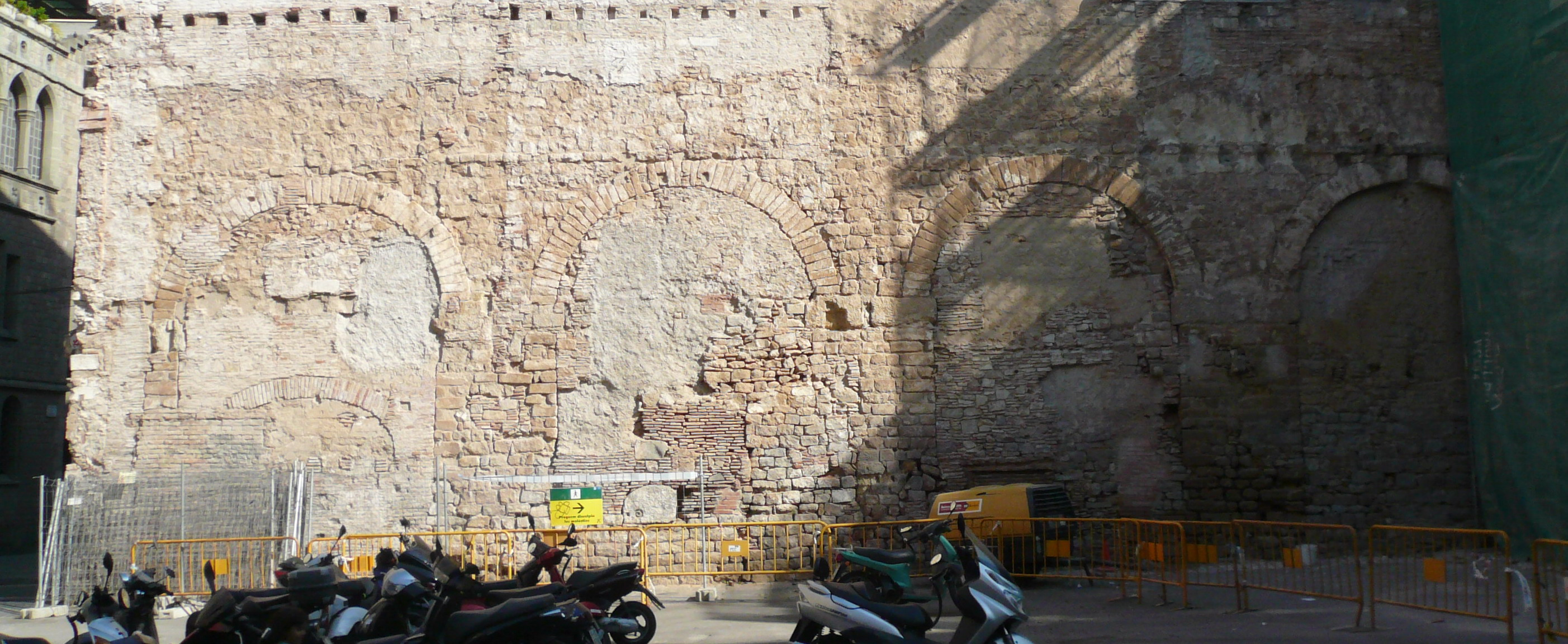
Arcades d'un dels aqüeductes al carrer de Duran i Bas

Dos aqüeductes subministraven aigua a la ciutat: confluïen a la muralla al costat de la porta de l'actual plaça Nova, on se n'han conservat restes (hi ha un arc reconstruït sobre els fonaments originals), mentre al carrer Duran i Bas se n'ha descobert un tram de quatre arcades incorporades a una paret mitgera. Així mateix el record dels aqüeductes ha perdurat en els noms d'alguns carrers (dels Arcs, de les Voltes...). L'aigua que fornien els aqüeductes devia provenir de Collserola, en un cas, i del Besòs, en l'altre. Aquests arc acabarien donant el nom d'un dels burgs fora muralla Vilanova dels Arcs, ja entrada l'edat mitjana.

### Termes públiques
Les termes públiques, actualment sota la plaça de Sant Miquel, van ser donades a la ciutat per la família Minici Natal l'any 125 dC. Aquesta família, pròxima a l'emperador, va ser una de les més notables de la Barcelona romana i va accedir a la categoria social més elevada, la classe senatorial. Fins i tot consta que en els Jocs Olímpics del 129 dC, Luci Minici Natal Quadroni va guanyar les curses de quadrigues de la 227 Olimpíada (o Jocs Olímpics).

### Necròpolis

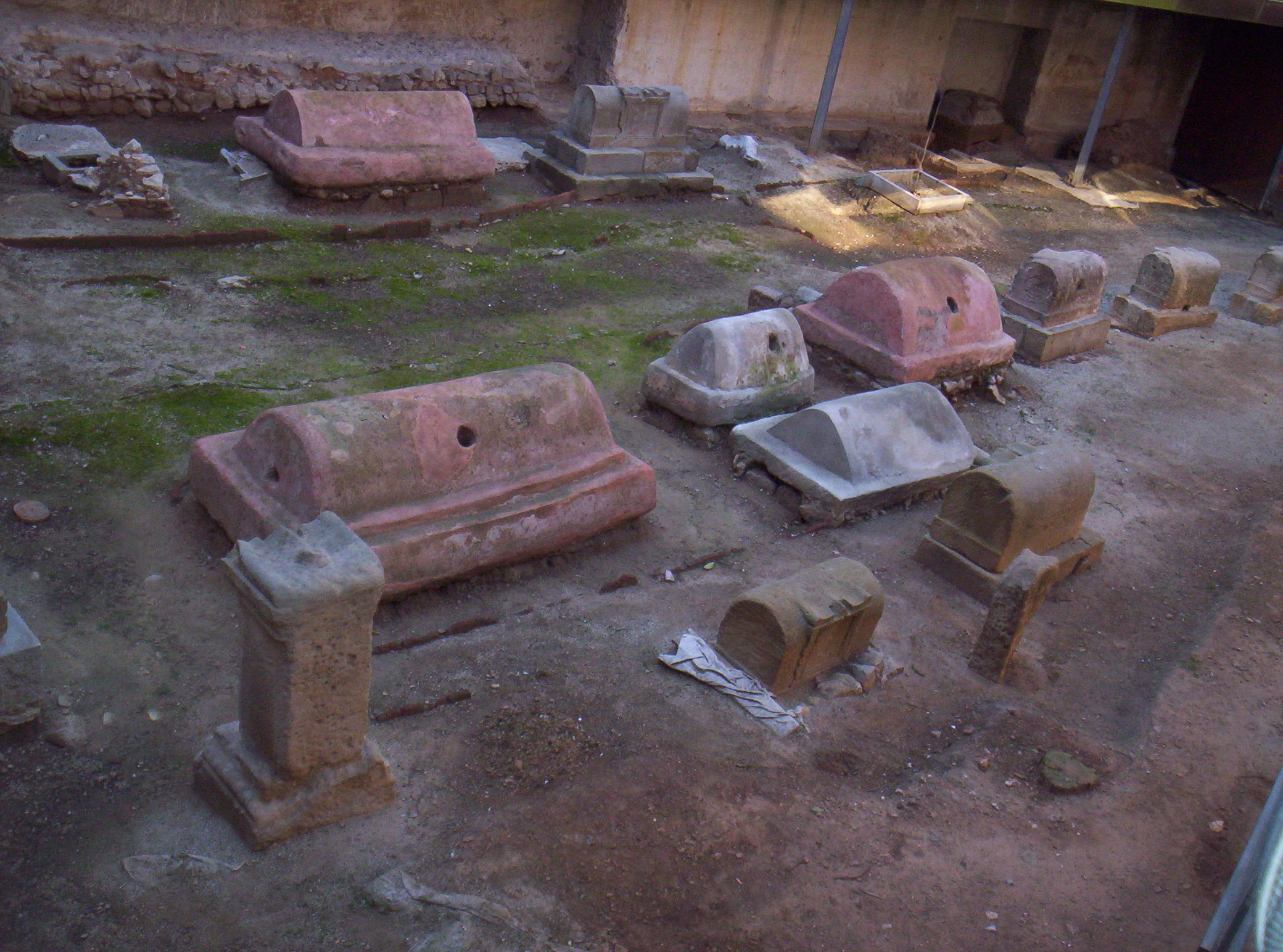
Detall de la necròpolis situada a l'actual plaça de la Vila de Madrid, disposada al voltant d'un dels camins que sortien de la ciutat, i que se suposa que fou activa entre mitjan segle I i mitjan. Fou descoberta el 1954

En el món romà estava prohibida la inhumació a l'interior de les ciutats. Generalment les famílies adinerades feien monuments funeraris en els camins d'entrada de les ciutats, amb plaques que recordaven el nom de la família i del difunt. A Bàrcino hi ha evidències arqueològiques de necròpolis al voltant de les carreteres que arribaven a la ciutat com les descobertes arran de los obres de reforma de les Drassanes de Barcelona a la dècada del 2010 restes que s'han datat entre els segles I dC i IV
També s'han descobert restes d'una necròpolis romana de la plaça de la Vila de Madrid avui dia restaurada a l'aire lliure, que conserva 85 elements funeraris, sobretot del segle ii dC al III, amb els tipus més freqüents de sepultura romana de categoria humil: cupae, ares, esteles, cobertes de tegulae o d'àmfora o fosses.

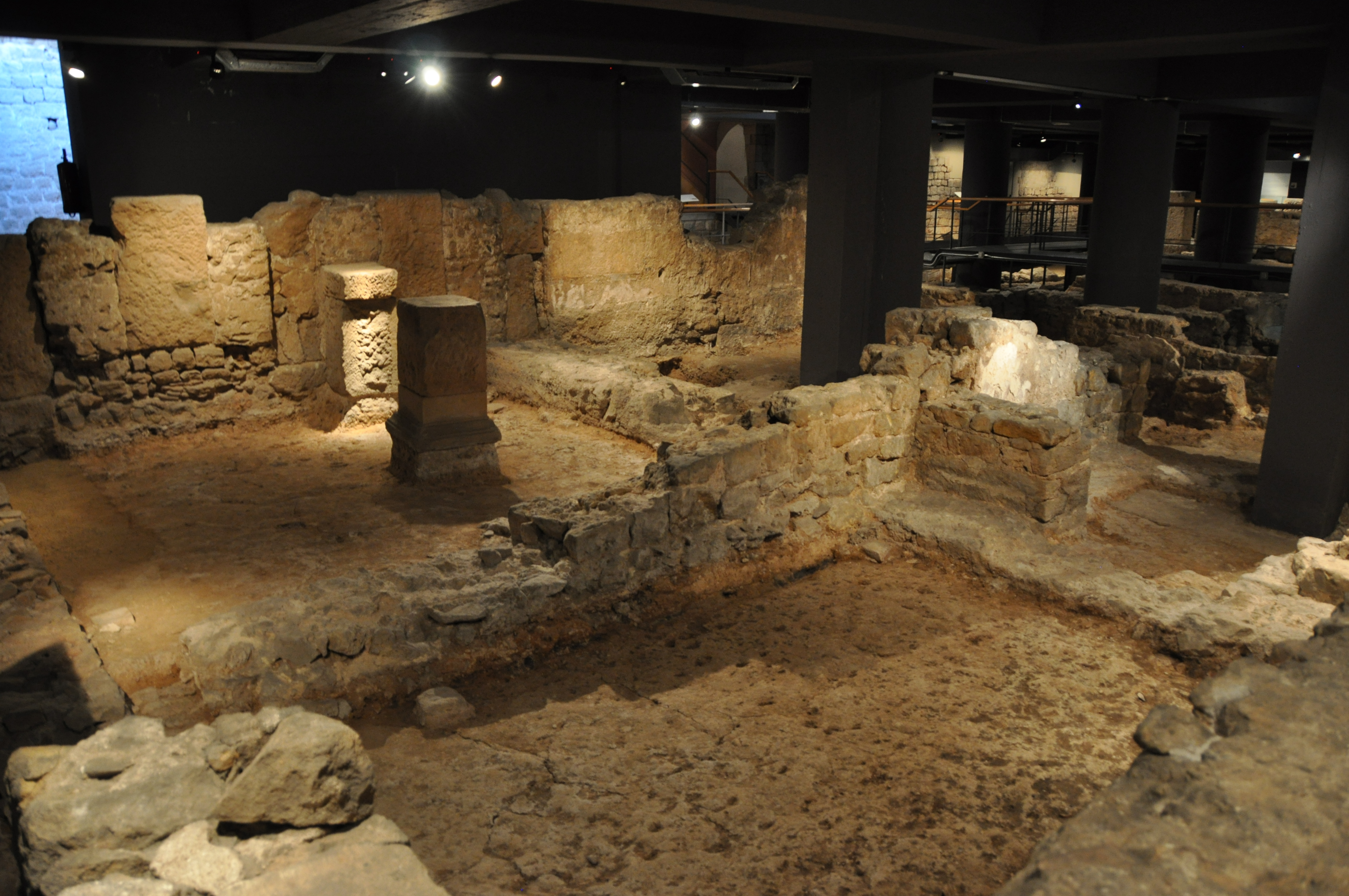
Restes de la Barcelona romana sota la plaça del Rei

### Les muralles
La muralla de Barcelona és un magnífic exponent de l'enginyeria militar romana. Tenia un perímetre d'uns 1.270 metres, amb traçat octogonal-rectangular, i una ciutadella construïda de cara al mar. Els llenços de muralla es reforçaven amb torres habitualment de planta rectangular, amb excepció de les cantoneres i de les entrades, que eren rodones.
La primera muralla de Bàrcino, de fabricació senzilla, es va començar a construir quan la ciutat tenia la denominació de colònia, al segle i aC. Tenia poques torres, només en els angles i a les portes del perímetre emmurallat. Les primeres incursions de francs i alamans aproximadament a partir de l'any 250 van suscitar la necessitat de reforçar les muralles. Sota el mandat de Claudi II el Gòtic, en l'imperi ja decadent, Bàrcino inicia la construcció d'una millor fortificació entre els anys 270 i 300. La nova muralla es va construir sobre les bases de la primera, i estava formada per un mur doble d'entre 2/3 metres i fins a 8 metres en alguns trams, amb espai al mig farcit de pedra i morter, tot i que les mostres arqueològiques més modernes demostren que també es van utilitzar com a farciment escultures, inscripcions en pedra i altres elements arquitectònics. El mur constava d'unes 80-82 torres d'uns 18 metres d'alçada, la majoria de base rectangular i deu amb base semicircular, aquestes situades a les portalades. Les obres de millora van ser de les més importants fetes durant el Baix Imperi a la Tarraconense, i constitueixen una de les causes per les quals Bàrcino va prendre rellevància i es comença a comparar amb Tàrraco.

## Bàrcino a la fi de l'edat antiga
La nova fortificació i la seva situació estratègica va donar a Bàrcino un paper més important en el període final de l'antiguitat, que va ser quan va passar per davant de Tàrraco en importància. Així va esdevenir capital del regne visigot (415, 507-510 i 531-548). En aquest període de trànsit de l'antiguitat a l'edat mitjana és quan Barcelona esdevindrà la ciutat catalana més important a causa del declivi de Tàrraco, arrasada pels vàndals.
D'altra banda, el cristianisme es va fer cada volta més present: del segle v és la primera basílica cristiana coneguda, de la qual es trobà i es museïtzà el baptisteri (sota la catedral actual) i la sala de recepcions del palau episcopal (de tres naus) sota el carrer dels Comtes.

## Conjunt especial del sector de la muralla romana
El conjunt especial del sector de la muralla romana comprèn el solar que havia ocupat la ciutat romana des de la seva fundació i els seus voltants i està catalogat com a bé cultural d'interès local.
 Com que aquest sector constitueix un arxiu material únic i insubstituïble per a l'estudi de l'evolució urbana de Barcelona, qualsevol actuació que es porti a terme en els edificis, així com a l'espai públic, places i carrers que constitueixen el conjunt, malgrat no tinguin protecció urbanística individual, requeriran d'un estudi detallat d'acord amb la legislació vigent, controlat pels Serveis Tècnics de l'Ajuntament. En el cas que afecti la muralla, haurà d'ésser autoritzada per l'administració competent.